# Rosetta Code
O Rosetta Code é um site de crestomatia de programas baseado em wiki que contém soluções para vários problemas de programação em linguagens de programação diferentes. Ele foi criado em 2007 por Mike Mol. A Rosetta Code inclui pelo menos 450 tarefas de programação e cobre 351 linguagens de programação. O conteúdo do site está licenciado sob a GNU Free Documentation License 1.2, embora algumas partes possam ser duplamente licenciadas sob condições mais permissíveis.